# Mónica Ferraz

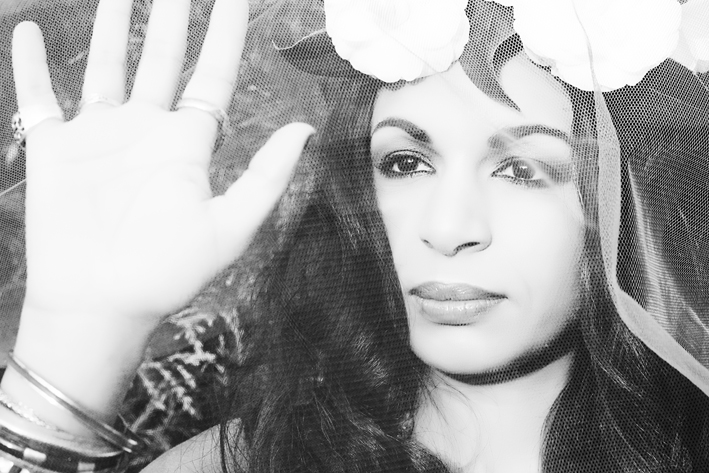
Monica Ferraz, Love Album

Mónica Ferraz, é uma autora, cantora e compositora portuguesa.

## Biografia

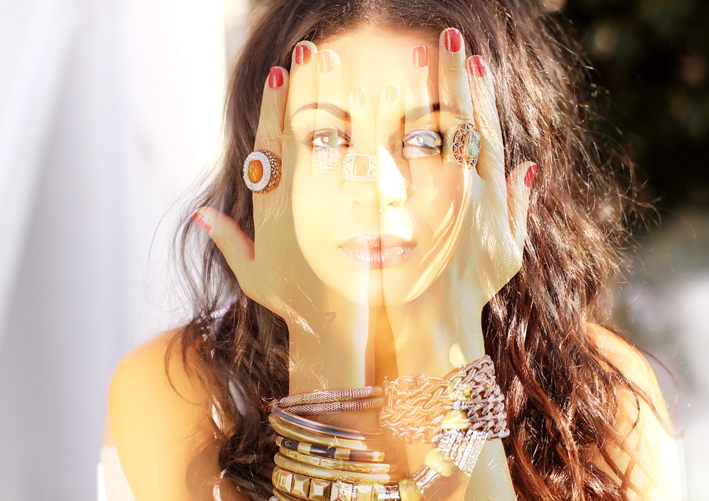
Monica Ferraz

Mónica Ferraz nasceu em Portugal, na cidade do Porto. Numa família de 5 irmãos. O pai, nascido no Porto, empresário, formado na Escola Superior de Belas Artes do Porto, e a sua Mãe de origem asiática,luso-africana, nascida no Ambriz, crescida em Luanda, Angola. Deixou a sua terra natal na década de 60 e mudou-se nos em meados de 1970 para Portugal, para a cidade do Porto, onde se instalou como empresária na area músical, onde ainda prossegue com a sua carreira.
Mónica Ferraz com apenas 3 anos, com grande vocação para as artes, descobriu duas das suas grandes paixões, a dança e a musica, onde os pais se mostraram totalmente apoiantes.
Iniciou estudos de balé, na Academia de Dança das Antas no Porto, e recebeu diplomas da “Royal Academy of Dance”Royal Academy of Dance. O seu percurso musical começa com os estudos de piano, com aulas privadas.
Com 4 anos, Monica Ferraz começou também a fazer pequenos shootings como modelo fotográfico para revistas de vestuário infantil. Onde prosseguiu, formou-se em passerelle e fotografia na Escola "IN", dirigida por Miguel Arcanjo. Começou a trabalhar como manequim, mas a firme convicção, força de vontade e talento que Mónica Ferraz tinha de construir uma carreira na musica, foi o motivo pelo qual a levou a começar a cantar.

## Carreira Musical
A vontade que Mónica Ferraz tinha de construir uma carreira na musica foi o motivo pelo qual ela começou a cantar covers de outros artistas a noite em bares, pequenos teatros, casino.
Inscreveu-se na “Escola de jazz do Porto” onde frequenta aulas de canto jazz com Fatima Serro e Eugenio Barreiros. Paralelamente viajava para Lisboa todas as semanas, para se formar canto lírico com o prof. Rui di Luna da Universidade de Lisboa. Formou o seu primeiro quarteto de Jazz, e estreou-se nos palcos do Jazz e fez parte do cartaz de dois dos mais conhecidos Festivais de jazz portugueses, “Matosinhos Jazz” e “Funchal Jazz com a banda do conservatório”, parte ainda de cartazes de auditorias e alguns teatros.
Numa das suas actuações, Monica Ferraz chamou a atenção do Director artístico do casino da Povoa e foi convidada para integrar como protagonista, o elenco do Show principal, onde permaneceu durante alguns anos. A revista egoísta distinguiu Monica Ferraz numa entrevista de destaque.
Em 2000 colaborou no disco do Pirilampo Mágico coordenado por Fernando Girão. No ano seguinte participou no Festival da Canção RTP com "Secreta Passagem" da autoria do músico Miguel Braga.
Lutadora e Perseguidora dos seus sonhos, a talentosa Monica Ferraz tornou-se conhecida no ano 2000 onde Integra o projecto Mesa desde o seu início, como fundadora integrante na banda "Mesa", onde deu voz a vários singles como, Vicio de ti, Luz Vaga, Cedo o meu Lugar, Quando as Palavras, entre outros.
Em 2002 é o ano de consolidação do grupo. E também o ano da participação na colectaria da Pop up Songs-Optimus 2002 com o tema Divagadora, que rola com bastante insistência durante o verão desse ano. As maquetes e as actuações ao vivo chamam a atenção das editoras e no final de 2002 assinar com a Zona Musica. O Album de estreia Mesa é editado a 19 de Maio de 2003. A recepção da artista na critica é excelente e os Mesa assumem de imediato com um dos projectos mais promissores da musica Portuguesa. O single Esquecimento, recebe um forte apoio de radios nacionais. Ainda em 2003, 20 de Outubro, é feita uma segunda edição do disco. Uma edição de luxo que além do grafismo, conta com um tema inédito cantado por Scott Walker, através da recuperação das gravações do tema 30 Century Man, incluido no album scott3 e uma multimedia com o video de nome Esquecimento. O Album teve tres edições sendo que a ultima, em 2004 originou mais um CD com a participação de Rui Reininho na musica Luz Vaga e quatro musicas tiradas da actuação dum formato acústico, no programa 3 Pistas de Henrique Amaro, da radio Antena 3. Nesse ano chama entretanto a atenção da EMI Music Portugal. E fecham contrato para a gravação de novos albuns. A convite Colabora num featuring com a fadista Mafalda Arnauth no tema "Ó Voz da Minha Alma" (2003). 
Em 2004 os Mesa figuram de forma unanime nas listas de melhores do ano nos jornalistas portugueses e começam a fazer-se notar alem fronteiras, com artigos elogiosos na imprensa Alemã, Inglesa, Brasileira e Espanhola.
Em Maio de 2004 ganha o Globo de Ouro na categoria de melhor Grupo do ano, Paralelamente no Dance-club Music Awards o Galardao de Melhor disco do Ano e também é eleito Pela Antena 3, como melhor disco de 2003.
Ainda em 2004 é nomeada nos MTV Europe Music Awards na categoria de Best Portuguese Act.
Em 2004 Emmanuel Legrand, Billboard, como Global main editor, inclui o seu album de estreia como um dos 10 melhores discos de 2004 e considerando-o como um, impressive debut album from this Portuguese trip-hop band.
A surpresa maior desse ano estava reservada no entanto, para a terceira edição do album com a participação especial de Rui reininho. Luz Vaga, tornou-se uma das canções mais rodadas nas radios e um dos grandes sucessos do grupo.
2005 Monica Ferraz tem novo disco, começam as gravações no Porto e acabam em NYC. O Album Vitamina, editado a 12 de setembro de 2005, inclui 11 temas e ainda uma faixa extra com a versão de Out of Time, original dos Blur. Aclamado pela critica, vence a dura prova do segundo disco com temas como, Fado Lunar, Soro da Verdade, Vicio de ti, Deixa cair o Inverno, tendo sido este ultimo nomeado para os globos de ouro da Sic/caras desse ano.
Em 2007 colabora no tema "Eu Disse Que Sim" do segundo disco da Filarmónica Gil. Em 2009 a convite do vocalista dos Perfume Tozé, participa no disco da banda.
Em Maio de 2008, Monica Ferraz lança o terceiro trabalho de originais da banda. Para todo o Mal, editado pela Sony BMG, estreia-se nas radios com o tema Boca do Mundo, que rapidamente conquista o publico de norte a sul do pais, traduzindo-se numa forte e espontânea reacção nos espectáculos ao vivo, conseguindo erguer muitas de vozes em uníssono com.
Em 2010 Monica Ferraz lança-se numa carreira a solo e estreia-se com o álbum Start Stop Produzido Por Andre Indiana, e sai dos Mesa.
Pelo meio a cantora Monica Ferraz mostrou a sua fibra em eventos de norte a sul do país, e a digressão do album levou-a a festivais como o Meo Sudoeste, Mares Vivas , entre muitos outros, e deixou-nos a todos a entoar as suas músicas.
Em 2012 Monica Ferraz Foi nomeada para o título de Best Portuguese Act nos MTV Europe Music Awards de 2012.MTV Europe Music Awards de 2012, que viria a ser ganho pela cantora Aurea.
Ainda em 2013, o album Start Stop, integra uma edição especial conjunta com André Indiana, onde as capas dos discos e os videos se fundem. Os videoclips de ambos são gravados no Estúdio 33 de Luís de Matos e produzidos e realizados por Jonathan de Torre. Monica Ferraz e Andre Indiana fizeram uma digressão conjunta a que deram o nome de Love Tour.
Ainda em 2013, Monica Ferraz foi convidada a fazer um featuring pela banda Orelha Negra, a integrar a Mixtape II, no tema Heartbreaker, onde Monica deu Letra e voz a esse tema.
Ainda no mesmo ano foi convidada pelos brasileiros Natiruts, a fazer a versão Portuguesa do tema Sorri sou Rei, e este foi um dos temas mais rodados das radios nacionais em 2013.
Monica Ferraz Recebeu também a nomeação ao premio Best Portuguese Act, MTV EMA, em 2013.
Precisamente em 2013 Monica Ferraz editou o single Like a Legend, um featuring com Andre Indiana e mais um novo êxito em terras Lusas com grande airplay nacional, e uma grande digressão de norte a sul do País.
Em 2014 lança o álbum Love, é o ano de edição do segundo album a solo de Monica Ferraz, intitulado LOVE, será o segundo a ser editado pela Sony Music Enterteinment, e dá continuidade ao cardápio sonoro de fusão entre Pop, Rock e electronica, com pinceladas de funk.
A 11 de Julho de 2014 Let Me Be, o primeiro single do album LOVE, é lançado para as radios nacionais. Uma arrebatadora balada de refrão catchy, e sentimentos dissecados ao piano com arranjos clássicos, Let me Be, foi o single que abriu portas do album, e que foi mais um marco no panorama musical nacional.
2014/2015 Monica Ferraz integrou os programas The voice Kids, Rising Star como convidada.
Em 2015, dia 23 Maio, Monica Ferraz foi convida a um featuring pelo David Fonseca , num grande evento no centro cultural de Viana de castelo, concertos de nomes conceituados da musica Portuguesa. Onde Ambos deram o seu Próprio concerto e se juntaram para o featuring da musica Hold Still.
2016 continuou a sua digressão, pelas varias salas de Portugal, com o seu album Love.
Em 2017 foi convidada a fazer um featuring com uma banda internacional 2018/2019 A gravar novo e terceiro album.

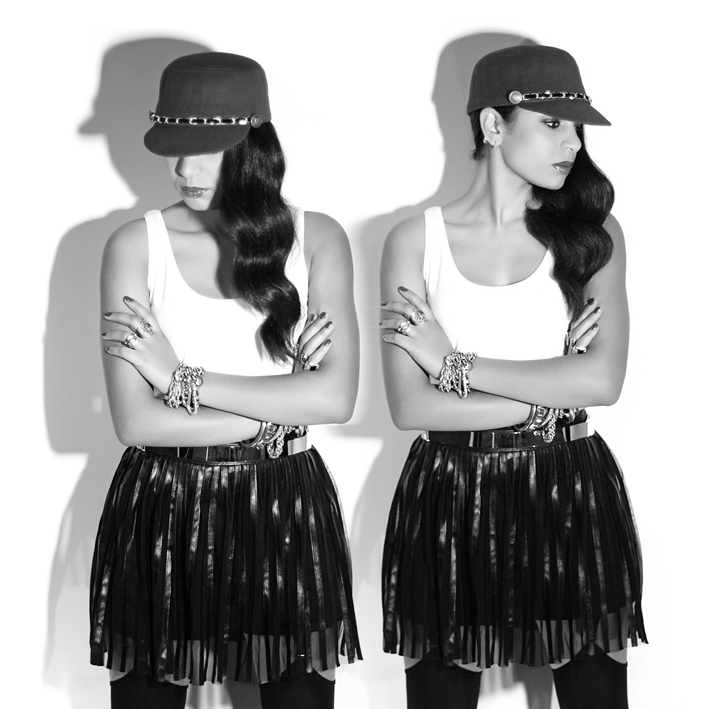
Monica Ferraz, 2018 Switzerland

A 10 de Maio de 2019, Mónica Ferraz Lança o single "FOOL", o primeiro a ser editado por uma editora internacional.
Em 2022 Monica Ferraz e Jacinta partilham o palco numa tour "Resilience-Resiliency" pelas salas, teatros e festivas de jazz, nomeadamente Seia Jazz e Blues onde foram cabeça de cartaz a fechar o Festival. A tour contou com um singles de estreia no disco produzido por Paulo Bastos, o single uma homenagem a Chico Buarque "Sinhá" (Feat Monica Ferraz & Jacinta & Paulo Bastos) cantado num featuring pelas duas cantoras. 
Em 2023 Monica Ferraz, foi convidada a participar num dos maiores blocos carnavalescos do Brasil, o Galo Da Madrugada, saiu no trio de Andre Rio pelas ruas da cidade do Recife, cantou ainda num dos maiores palcos do Brasil para mais de 1 milhão de pessoas no Palco do Marco Zero. Ainda em 2023, por respeito ao convite, Monica Ferraz homenageou um dos maiores compositores de Frevo do Brasil, a lenda, Capiba. Onde gravou e lançou e promoveu nas radios e Tvs Brasileiras o Single "Madeira que capim nao roi" de Capiba, com arranjos do maestro Fabio Valois, Guitarras de Luciano Magno e produção de Andre Rio e Vanutti. A convite do grande artista Brasileiro, autor e compositor Pernambucano Andre Rio, Monica Ferraz abraça a Tour Viva Pernambuco, onde integra um projecto existente ha mais de 25 anos "Viva Pernambuco",- tem a função de levar a cultura Pernambuca e o nome Pernambuco pelo mundo fora. A tour passou por festivais como Montreaux jazz festival na Suíça, Festival Samba Festival Coburg na Alemanha, Republica- Checa, Viena, Franca, Portugal, Espanha, entre outros.
Ainda em 2023 Monica Ferraz Lançou um single que deu exposição na radio e tv Portuguesa, "Recomeço" um feat Andre Rio & Monica Ferraz.
No final de 2023 Monica Ferraz saiu novamente de Portugal rumo ao Brasil para fazer uma serie de shows pelos palcos Pernambucanos, fechando o ano em terras Brasileiras fez a ponte com 2024.
Em Fevereiro de 2024, passou por mais de 30 palcos, participando nos Palcos da Folia Pernambucana, onde integrou o show do Rei do Carnaval Pernambucano, Andre Rio.
Ainda em Fevereiro de 2024, Monica Ferraz integra o disco "a meias" de Paulo Praça, com o dueto "Diz a Verdade" Feat- Paulo Praça & Monica Ferraz. Num disco de vozes femininas, Monica é uma das convidadas do disco do artista. Com arranjos de Eurico Amorim.
Em Março 2024, Monica Ferraz volta a Portugal e prepara o quarto um album de canções inéditas.

## Nomeações/Prémios

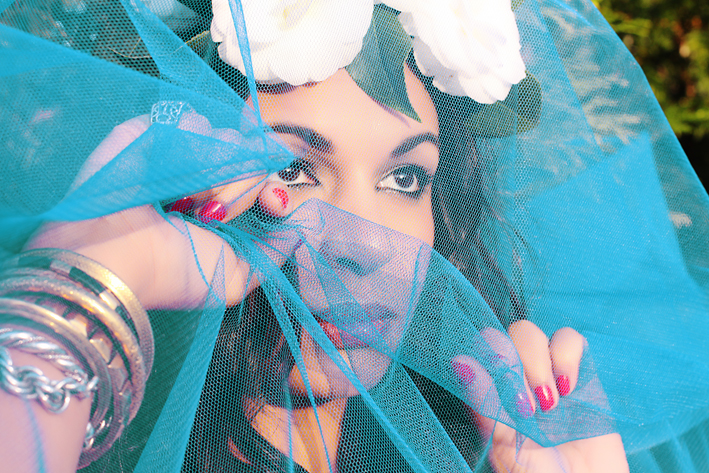
Monica Ferraz, 2018

- Globo de Ouro na categoria de melhor Grupo do ano
- Dance-club Music Awards o Galardão de Melhor disco do Ano
- Pela Antena 3, como melhor disco de 2003
- Nomeação MTV Europe Music Awards na categoria de Best Portuguese Act, 2004
- Billboard, Elegido por Emmanuel Legrand (Global main editor), um dos 10 melhores discos de 2004
- Nomeada para o título de Best Portuguese Act nos MTV Europe Music Awards de 2012
- Nomeação ao premio Best Portuguese Act, MTV EMA, em 2013

## Colaborações/participações

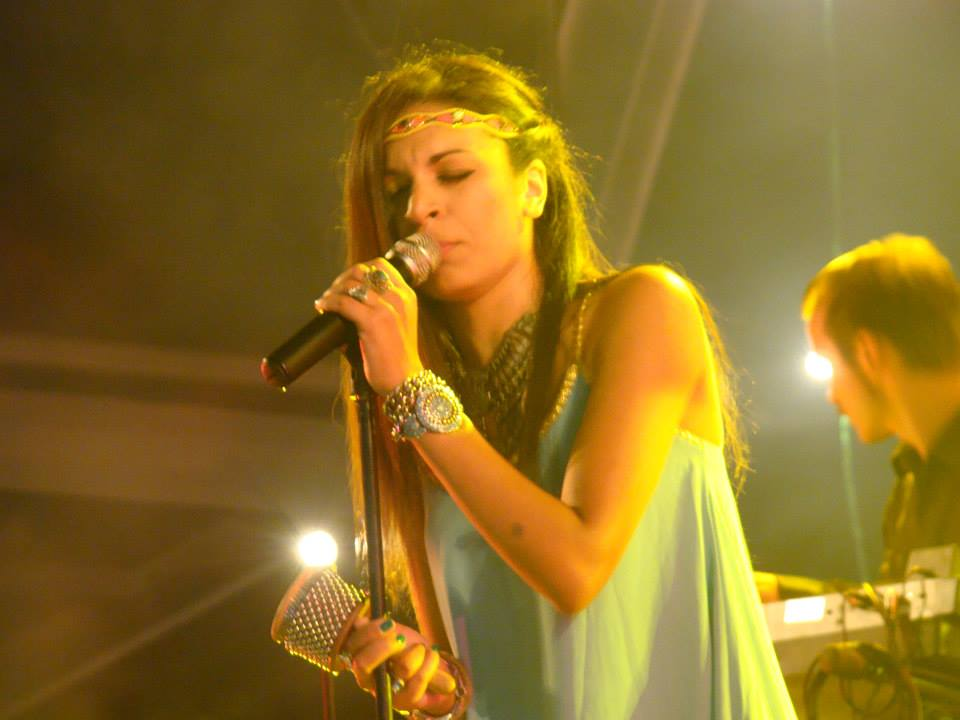
Tour Album "Start Stop

- Monica Ferraz Ft Rui Reininho (Luz Vaga)
- André Indiana Ft Monica Ferraz (Like a Legend)
- Orelha Negra Ft Monica Ferraz (Mixtape II (Heartbreaker)
- Natiruts Ft Monica Ferraz (Sorri, sou Rei)
- Monica Ferraz Ft Jacinta e Paulo Bastos (Sinhá)
- Andre Rio Ft Monica Ferraz (Recomeço)
- Paulo Praça Ft Monica Ferraz (a meias - Diz a Verdade)

## Discografia

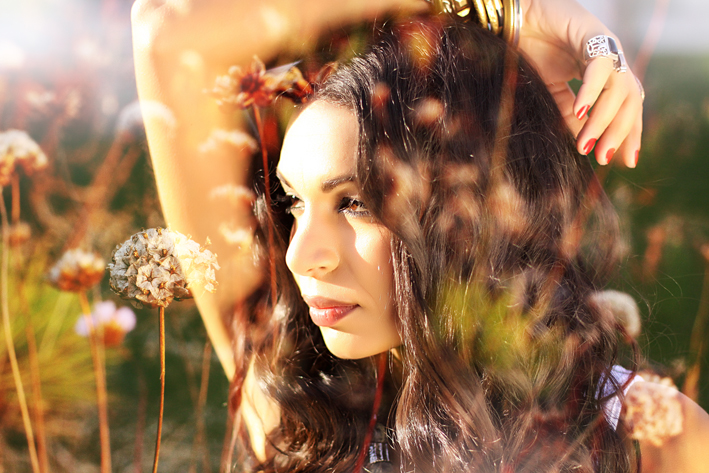
Love

- 2010- Start Stop
- 2014- Love
- 2019- FOOL(Single)

## Ligações Externas
- Monica Ferraz no instagram
- Monica Ferraz no Facebook
- Monica Ferraz no Spotify
- Monica Ferraz  no Youtube
- Monica Ferraz  na Homepage